# Reiner Wirsching
Reiner Wirsching (* 18. Januar 1963 in Stammheim am Main) ist ein ehemaliger deutscher Fußballspieler. Er ist heute Arzt in Schweinfurt und Bergtheim.

## Spielerlaufbahn

### Shootingstar in der Bundesliga
Reiner Wirsching gab spät seinen Einstand im bezahlten Fußball. Bis 1988 spielte er für seinen Heimatverein, den SV Stammheim, in der damals fünftklassigen Bezirksliga. Zur Saison 1988/89 wechselte der Medizinstudent in die drittklassige Bayernliga zum 1. FC Schweinfurt 05. Aufgrund sehr guter Leistungen wurde der 1. FC Nürnberg auf Wirsching aufmerksam. Da in Nürnberg während der laufenden Vorrunde der Saison 1988/89 der Angreifer Dieter Eckstein zur Eintracht Frankfurt wechselte, war der Club auf der Suche nach Verstärkung in der Offensive. In der Winterpause verpflichteten die Nürnberger daher den „hochveranlagten Spieler“ Unter Trainer Hermann Gerland hatte Wirsching sofort einen guten Einstand. Gerland stellte ihn zum Rückrundenstart in die erste Mannschaft auf. Im Spiel gegen den FC St. Pauli erzielte Wirsching die Treffer zum 2:2 und zum 5:3-Endstand. Der 1,81 Meter große Angreifer blieb daraufhin in der ersten Elf und stand in jedem Rückrundenspiel in der Startelf. Insgesamt erzielte er sechs Tore, darunter das 1:0 am vorletzten Spieltag gegen den FC Bayern München. Mit dem 2:1-Sieg sicherte der Club den Klassenerhalt.
In seine erste volle Bundesligasaison ging Wirsching als Stammspieler. Er agierte in dieser Saison aus dem Mittelfeld heraus, während Christian Hausmann und Frank Türr um den zweiten Platz im Angriff neben Souleyman Sané kämpften. In allen 29 Saisoneinsätzen stand Wirsching in der Startelf. Bis zum 13. Spieltag hatte er sechs Tore erzielt, wobei er das erste dieser Tore mit dem 1:0-Siegtreffer beim Auswärtsspiel erneut gegen den FC St. Pauli erzielte. Nach dem 31. Spieltag erzielte er sein siebtes und letztes Saisontor gegen den VfL Bochum beim 2:1-Sieg. In diesem Spiel verletzte er sich und verpasste die letzten drei Saisonspiele.
Zur Saison 1990/91 kam mit Arie Haan ein neuer Trainer zum Club. Dieser plante eine Mannschaft um die Achse Andreas Köpke im Tor, Vlado Kasalo als Libero, Uwe Weidemann im Mittelfeld und Reiner Wirsching im Angriff aufzubauen, die mindestens einen einstelligen Tabellenplatz erreichen sollte. Doch kämpfte der Club die ganze Saison um den Klassenerhalt, und auch für Wirsching lief es weniger gut. In 26 Einsätzen traf er ein Mal. Vom 16. bis zum 22. Spieltag fehlte er zudem verletzungsbedingt. Dieter Eckstein, für den Wirsching einst nach Nürnberg geholt wurde, wurde von Nürnberg zurückgeholt und schoss im ersten Spiel der Rückrunde den Club zum Sieg über die SG Wattenscheid 09.
Während der Saison 1991/92 sorgte im Nürnberger Trikot mit Christian Wück erneut ein aus Schweinfurt gekommener Stürmer für Aufsehen. Wirsching stand verletzungsbedingt nicht mehr im Kader, nach 72 Bundesligaspielen und 14 Toren. Er kehrte während der Saison zum FC Schweinfurt 05, der wieder in der Bayernliga spielte, zurück.

### Fußball und Medizin
Nach zwei Jahren in der Bayernliga verpassten die Schweinfurter 1994 die Qualifikation für die neue Regionalliga Süd. Wirsching, der zwischenzeitlich sein Medizinstudium weiterverfolgt hatte und kurz vor der Promotion stand, wechselte zum Regionalligisten TSV Vestenbergsgreuth. Dort erlebte er die Sternstunde der Vereinsgeschichte des TSV, als dieser im DFB-Pokal-Wettbewerb der Saison 1994/95 in der 1. Hauptrunde Bayern München mit 1:0 besiegte.
Zur Saison 1995/96 gehörte Wirsching nicht mehr zum Aufgebot der Vestenbergsgreuther.
Wirsching promovierte anschließend (1996) an der Friedrich-Alexander-Universität Erlangen-Nürnberg zum Doktor der Medizin. Mit „Ergebnisse nach operativer Versorgung der frischen fibularen Bandruptur des oberen Sprunggelenkes“ legte er seine sportmedizinische Arbeit vor.
Zur Saison 2001/02 übernahm Reiner Wirsching beim Würzburger FV in der Bayernliga die Funktion des Teamchefs. Gemeinsam mit Trainer Jochen Seuling war er für die junge Mannschaft verantwortlich. Nach einem erfolgreichen Start mit sechs Spielen ohne Niederlage spielten die Würzburger in der oberen Tabellenhälfte. Das DFB-Pokal-Spiel gegen den TSV 1860 München in der 1. Hauptrunde 2001/02 zog 10.000 Zuschauer an, die Mannschaft des Trainerduos Wirsching/Seuling unterlag mit 0:10. 
Im März 2002 traten Seuling und Wirsching gemeinsam zurück, auch ihr Nachfolger konnte den Abstieg der Würzburger in die Landesliga Nord nicht verhindern.
Am 13. September 2009 gewann Wirsching als Spieler mit dem TSV Bergrheinfeld den DFB-Ü40-Cup, der als inoffizielle deutsche Meisterschaft für über 40 Jahre alte Spieler angesehen werden kann.
Reiner Wirsching ist heute in Schweinfurt als Chirurg, Sportmediziner und Orthopäde mit eigener Praxis tätig. Er betreut nebenbei als Mannschaftsarzt den 1. FC Schweinfurt 05 und die Eishockeyspieler des Oberligisten ERV Schweinfurt. Wirsching lebt heute in Volkach.